# Église Sainte-Cérotte de Sainte-Cérotte
L'église Sainte-Cérotte est une église catholique située à Sainte-Cérotte, en France.

## Localisation
L'église est située dans le département français de la Sarthe, dans le bourg de Sainte-Cérotte.

## Architecture
L'édifice est inscrit au titre des monuments historiques depuis le 16 février 1926.